# Eligio Vecchi
Eligio Vecchi (Mantova, 16 febbraio 1910 – Mantova, 8 novembre 1968) è stato un calciatore e allenatore di calcio italiano, di ruolo attaccante.

## Carriera
Crebbe tra le file del Mantova, con cui debuttò in prima squadra a 17 anni. Dopo due campionati si trasferì al Foggia (Prima Divisione) e poi alla Cremonese, in Serie B; nel 1934 fu ingaggiato dall'Ambrosiana-Inter.
Con i milanesi esordì in Serie A nella stagione 1934-1935; successivamente fu relegato tra le riserve e ceduto all'Alessandria. Vestì poi le maglie di Fiorentina (con cui conquistò una promozione dalla Serie B nel 1938-1939) e Atalanta, prima del ritorno al Mantova e dell'ultima stagione agonistica giocata nelle file della Cavese.
Rimase nel mondo del calcio e diventò osservatore per l'Inter.

## Palmarès

### Allenatore

#### Club

##### Competizioni nazionali
- Serie B: 2

Fiorentina: 1938-1939
Atalanta: 1939-1940